# Берёзовский район (Волгоградская область)
Берёзовский район — административно-территориальная единица, существовавшая с 1928 по 1963 год и входившая в Нижне-Волжский и Сталинградский края, Сталинградскую область (с 1961 года — Волгоградскую).
Административный центр района — станица Берёзовская.

## География
Берёзовский район находился в северной части Сталинградской области и занимал территорию в 1101 км².
Район граничил:
- на востоке — с Ольховским;
- на севере — Даниловским;
- на западе — с Комсомольским;
- на юге — с Раковским и Фроловским районами[1]:С. 16.

## История
Берёзовский район образован постановлением Президиума ВЦИК от 23 июля 1928 года. Находился в числе районов Нижне-Волжского края (сначала в составе Хопёрского округа, потом самостоятельно). С созданием Сталинградского края Берёзовский район вошёл в его состав. С созданием Сталинградской области 05 декабря 1936 г. (Сталинградская область перечислена в составе областей РСФСР в ст. 22 Конституции СССР, утверждённой постановлением чрезвычайного VIII съезда Советов СССР), Берёзовский район вошёл в её состав.
Указом Президиума Верховного Совета РСФСР от 1 февраля 1963 года № 741/95 Берёзовский район был упразднён. Входившие в состав района Большелычакский, Малодельский сельсоветы включены в состав Фроловского района, Атамановский и Берёзовский сельсоветы — в состав Котовского района.
Название района и административный центр не изменялись до упразднения района.

## Население
Динамика численности населения
| 1939  | 1959   |
| ----- | ------ |
| 13496 | ↘10990 |

## Административный состав
1936—1938 годы
По состоянию на 1 января 1936 года в составе района находилось 9 сельсоветов, объединявших 23 населённых пункта::С. 16-19
| Сельсоветы на 1 января 1936 года | Сельсоветы на 1 января 1936 года | Сельсоветы на 1 января 1936 года                                                   | Сельсоветы на 1 января 1936 года |
| № п/п                            | Сельсовет                        | Населённые пункты в составе сельсовета                                             |                                  |
| -------------------------------- | -------------------------------- | ---------------------------------------------------------------------------------- | -------------------------------- |
| 1                                | Атамановский                     | хутора Атамановка, Дундуковский, Красненький, Петрушинский, Рогачевский, Щербаково |                                  |
| 2                                | Берёзовский                      | станица Берёзовская                                                                |                                  |
| 3                                | Кувшиновский                     | хутора Кувшинов, Крепенский                                                        |                                  |
| 4                                | Кудиновский                      | хутора Кудиновка, Глиновский                                                       |                                  |
| 5                                | Ловягинский                      | хутор Ловягинский                                                                  |                                  |
| 6                                | Б. Лычакский                     | хутора Большой Лычак, Лихой, Малый Лычак, Отрог, Новый Мир                         |                                  |
| 7                                | Малодельский                     | хутор Малодельский                                                                 |                                  |
| 8                                | Муравлевский                     | хутора Высотовский, Киреевка, Ключевский, Муравли                                  |                                  |
| 9                                | Перелазовский                    | хутор Перелазово                                                                   |                                  |

Примечание: полужирным выделены административные центры сельских советов.
В 1938 году количество сельсоветов в районе не изменилось.
1939—1945 годы
В 1939 году произошли изменения в административно-территориальном делении района: х. Отрог в составе Б. Лычакского сельсовета был исключён, образованы новые населённые пункты: х. Красногригорьевский, культстан № 6 Ловягинского колхоза, культстан № 7 Ловягинского колхоза, мельница № 1, мельница № 3 (всего стало 27). Были изменены названия некоторых населённых пунктов: х. Атамановка на х. Атамановский, х. Кувшинов — х. Кувшиновский, х. Кудиновка — х. Кудиновский, х. Крепенский — х. Крепенинский, х. Лихой — х. Лиховский, х. Ловягинский — х. Ловягин, х. Щербаково — х. Щербаковский. В 1940—1945 гг. количество сельсоветов оставалось без изменения (9).
1945—1950 годы
В 1945 году в состав населённых пунктов Больше-Лычакского сельсовета был включен х. Отрог, Берёзовского — МТФ колхоза «Большевик», МТФ колхоза «Красное Знамя», Ловягинского — х. Рубежный, МТФ, КТФ колхоза им. Ловягина, МТФ, КТФ, ОТФ колхоза «Рубежный» (всего стало 36). Изменены названия некоторых населённых пунктов: х. Атамановский — х. Атамановка, х. Высотовский — х. Высоты, х. Глиновский — х. Глиновка, х. Дундуковский — х. Дундуков, х. Кувшиновский — х. Кувшинов, х. Кудиновский — х. Кудиновка, х. Крепинский — х. Крепенький, х. Ключевский — х. Ключи, х. Красногригорьевский — х. Красно-Григорьевск, х. Малодельский — ст-ца Малодельская, х. Петрушинский — х. Петруши, х. Перелазово — х. Перелаз, х. Рогачевский — х. Рогачи.
В 1946, 1947, на 1 октября 1950 года административно-территориальное деление района оставалось без изменения — 9 сельсоветов.
В связи с тем, что на территории Перелазовского сельсовета проживало 258 чел., и что хутор Перелаз расположен на расстоянии 4 км от центра Больше-Лычакского сельсовета, решением облисполкома от 13 сентября 1950 г. № 35/2218, Указом Президиума ВС РСФСР от 11 октября 1950 г. (протокол № 38) Перелазовский сельсовет был ликвидирован, а его территория включена в состав Больше-Лычакского сельсовета.
1953 год
В 1953 году (решение облисполкома от 9 июля 1953 года № 24/1600) произошло объединение Берёзовского и Ловягинского сельсоветов в один Берёзовский, с центром в станице Берёзовской, Больше-Лычакского и Кудиновского в один Больше-Лычакский с центром в х. Большой-Лычак, Атамановского и Кувшиновского — в один Атамановский с центром в х. Атамановском.
В 1954 году в соответствии с решением облисполкома от 10 июня 1954 года № 14/758 вновь были объединены сельсоветы района: Берёзовский и Ловягинский — в один Берёзовский сельсовет, центр станица Берёзовская, Больше-Лычакский и Кудиновский — в один Больше-Лычакский сельсовет, центр х. Большой Лычак.
В связи с тем, что Кувшиновский сельсовет в своем административном подчинении имел всего 2 небольших населённых пункта с общим количеством населения около 500 человек — х. Кувшинов, в котором находилось население вновь организованного совхоза «Берёзовский» Атамановского сельсовета, и х. Крепенский, в котором находилась бригада укрупненного колхоза им. Ловягина Берёзовского сельсовета, решением облисполкома от 26 сентября 1957 года № 21/525 Кувшиновский сельсовет был упразднен, а его территория в границах земель отделения совхоза «Берёзовский» и х. Кувшинов были переданы в состав Атамановского сельсовета, а территории в границах земель бригады колхоза им. Ловягина и х. Крепенский — в состав Берёзовского сельсовета Берёзовского района.
Решением облисполкома от 10 октября 1957 года № 22/547 произошло разукрупнение Больше-Лычакского сельсовета с образованием вновь Кудиновского сельсовета с центром совета в х. Кудиновка. Территория в границах земель колхоза «Красная звезда», хуторов Кудиновка и Блиновка были переданы в административно-территориальное подчинение Кудиновского сельсовета. Одновременно х. Лихой и территория в границах земель бригады колхоза им. Сталина из Больше-Лычакского сельсовета передана в административно-территориальное подчинение Малодельского сельсовета Берёзовского района.
В связи с тем, что в Берёзовском районе колхозы им. Сталина и «Путь к социализму», находившиеся на территории Малодельского и Муравлевского сельсоветов, были объединены в один колхоз им. Сталина, а колхозы им. Карла Маркса и «Красная звезда», находившиеся на территории Больше-Лычакского и Кудиновского сельсоветов, были объединены в один колхоз им. Карла Маркса, решением облисполкома от 15 октября 1959 года № 21/508 были упразднены: Кудиновский сельсовет с передачей его территории в состав Больше-Лычакского сельсовета и Муравлевский сельсовет с передачей его территории в состав Малодельского сельсовета.
На 1 июля 1960 года в составе Берёзовского района было 4 сельсовета:
1. Атамановский
2. Берёзовский
3. Большелычакский
4. Малодельский[24].

Указом Президиума ВС РСФСР от 10 ноября 1961 года Сталинградская область была переименована в Волгоградскую, г. Сталинград — в г. Волгоград.
В связи с организацией в 1962 году в Берёзовском районе нового совхоза «Ловягинский» за счет разукрупнения совхозов «Берёзовский» и «Малодельский» и изменения границ их земель, решением облисполкома от 08 февраля 1962 г. № 5/93, х. Кувшинов из Атамановского сельсовета был перечислен в состав Берёзовского сельсовета, а хутора Высоты, Киреевка и Муравли из Малодельского сельсовета — в состав Атамановского сельсовета.

## Транспорт
Районный административный центр — станица Берёзовская — располагался от ближайшей железнодорожной станции Раковка Юго-Восточной железной дороги на расстоянии 58 км и в 238 км от Сталинграда.